# آتشکده آمل
آتشکده آمل که به اشتباه آرامگاه شمس آل رسول آمل شناخته می‌شود مربوط به دوره ساسانیان و پیش از به دنیا آمدن محمد است. این آتشکده در شهر آمل، محلهٔ چاکسر، در شهر قدیمی مشهور به (عوام کوی) واقع شده و این اثر در تاریخ ۶ اردیبهشت ۱۳۵۴ با شمارهٔ ثبت ۱۰۶۰ به‌عنوان یکی از آثار ملی ایران به ثبت رسیده‌است.

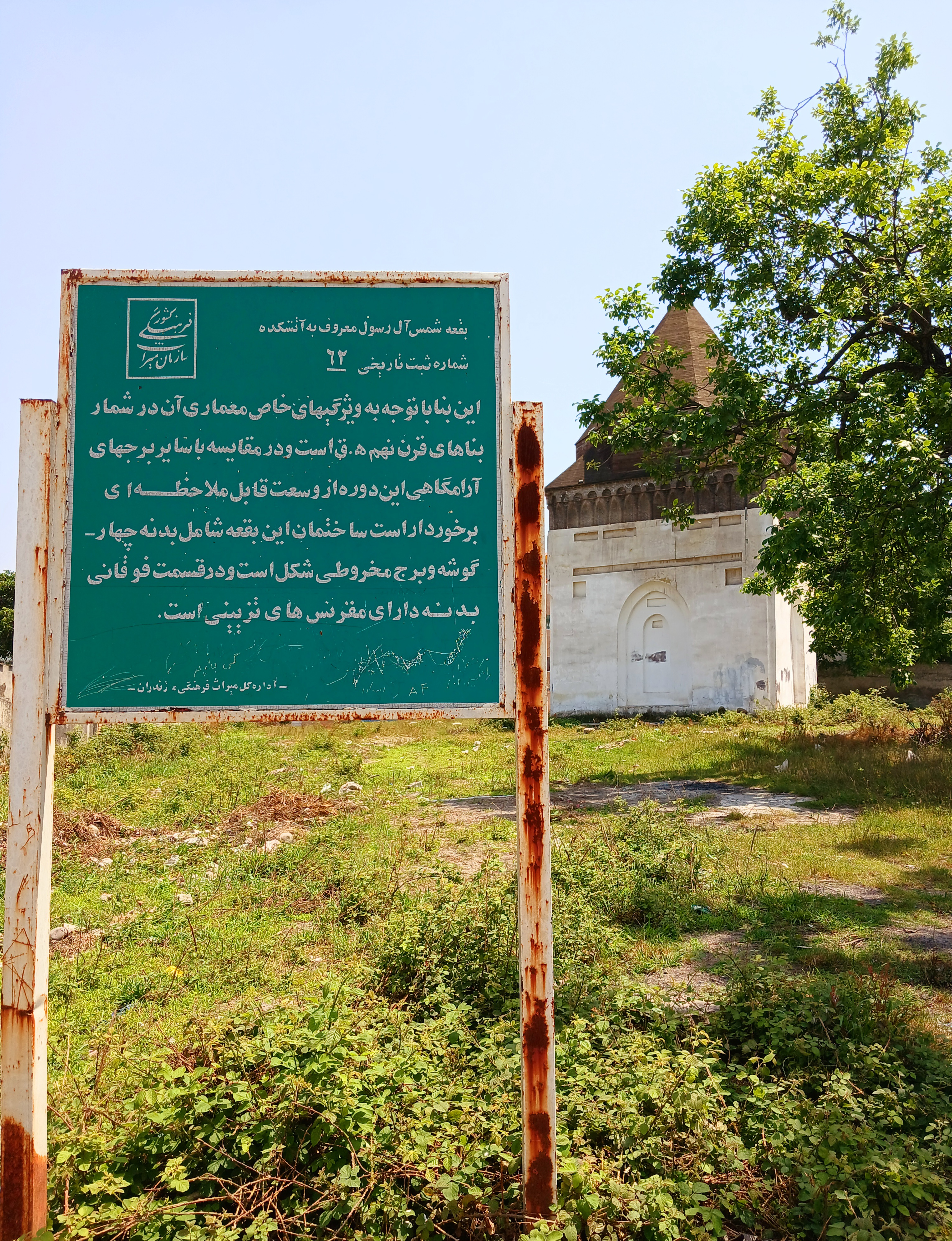
تابلوی معرفی بنای آتشگاه که توسط ادارۀ سازمان میراث فرهنگی، صنایع دستی و گردشگری در محوطۀ بنا نصب شده است

## بنا
این بنا با توجه به ویژگی‌های خاص معماری در شمار بناهای قرن نهم هجری قمری است و در مقایسه با سایر برج‌های این دوره از وسعت قابل ملاحظه‌ای برخوردار است. ساختمان این بقعه شامل بدنه چهار گوشه و برج مخروطی شکل است و در قسمت فوقانی بدنه دارای مقرنس‌های تزیینی است.
آتشکده به صورت چهار گوشه و گنبد مخروطی است و گنبد آن دو پوش می‌باشد که هر دو پوش آن در اثر زلزله و عوامل جوی منطقه خراب شده‌است عمده تزیینات بنا طاق و قوس و قرنیس‌های آجری و کاشیکاری در قسمت فوقانی است. نکته جالب در بنای این برج، کاربرد آجرهای با ابعاد و اندازه‌های مختلف است، با توجه به شکل کلی و شباهت بسیار آن با برج‌ها و آتشکده‌ها شناخته شده در ایران، از آثار قرن هشتم میلادی یا نهم یعنی دوره ساسانیان دانسته شده‌است. این گنبد مدور و به شکل برجی است. جسد شمس آل رسول محمد بن محمود آملی با نام کامل شمس الدین محمد بن محمود آملی از دانشمندان و پزشکان شهیر ایرانی در داخل این آتشکده به خاک سپرده شده‌است. طاق این برج دو پوش بوده و گنبد خارجی و داخلی داشت که بر اثر زمین‌لرزه خراب شد.

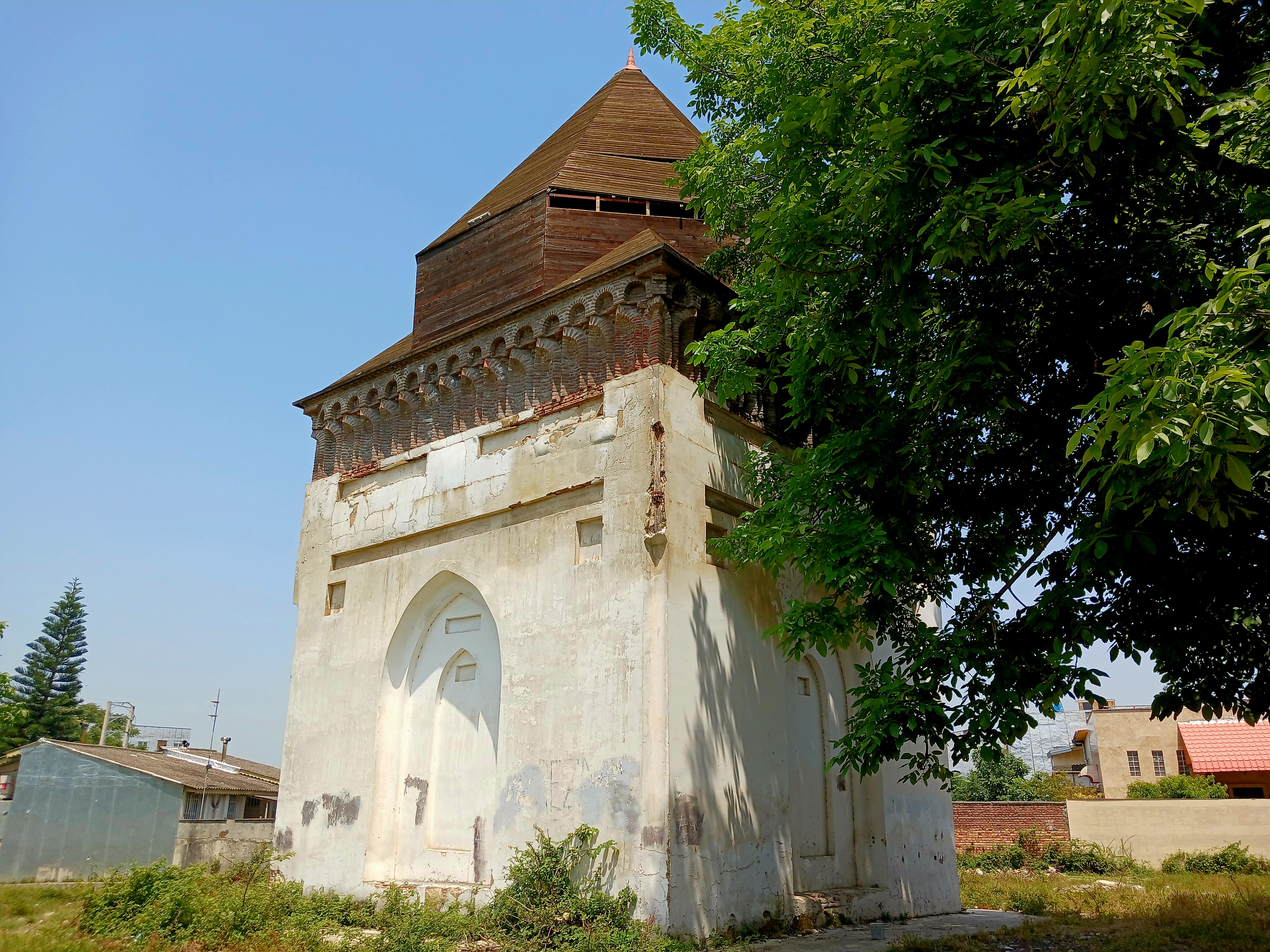

## یادگار
در منطقه آمل قدیم که قسمت ساسانی آن به عوام کوی معروف بود در زمان ساسانیان به همراه بازار آمل قرار داشت، که در آن زمان بازار آمل و دژ ساسانی و آتشکده بنا شد و از آن زمان آتشکده و بازار باستانی آمل به جای ماند و دژ ساسانی بر اثر هجوم اعراب تازی در صدر اسلام به کلی خراب شد.

## مرمت
در سال‌های اخیر مرمت‌های کوتاهی بر روی این آثار باستانی انجام شده‌است به طوری که سه سال داربست‌هایی برای فرو نریختن این آتشکده به آن وصل بوده‌است و در سال ۱۳۹۱ میراث فرهنگی بنا بر مرمت این اثر گرفت و بعد چند ماه کار بر روی آن این امر انجام شد.

## نگارخانه

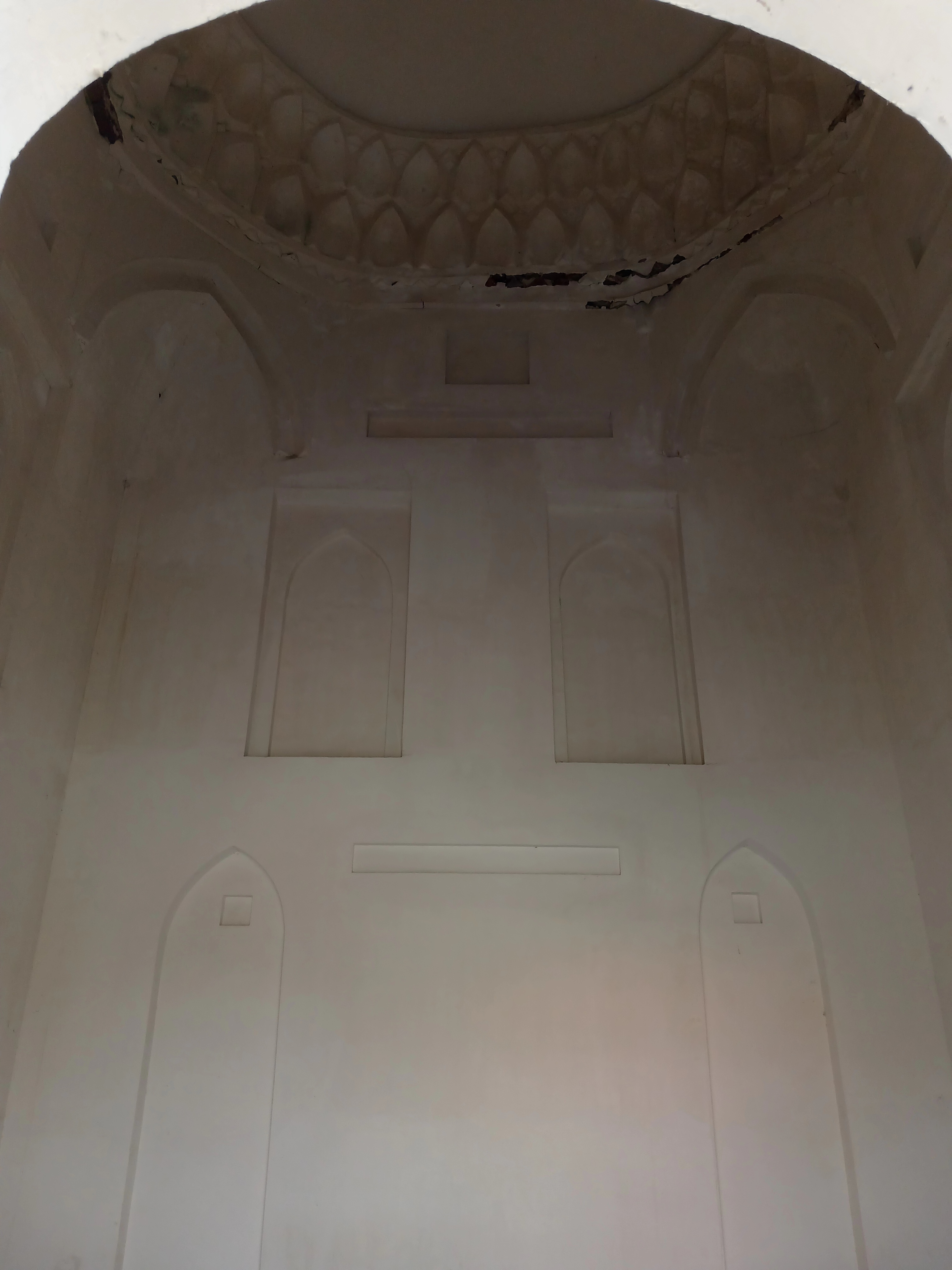
نمایی از درون بنا
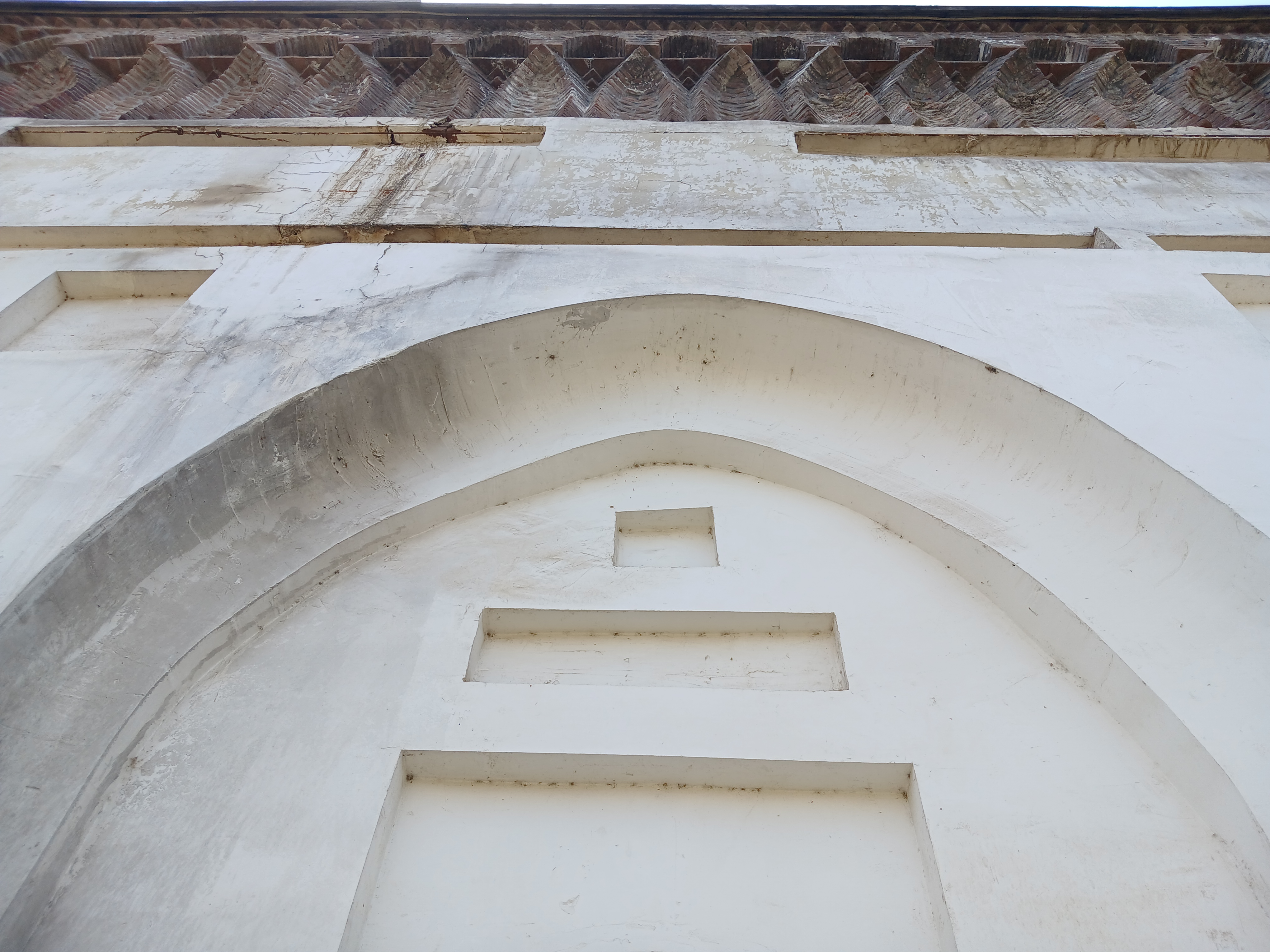
تزئینات ورودی بنا
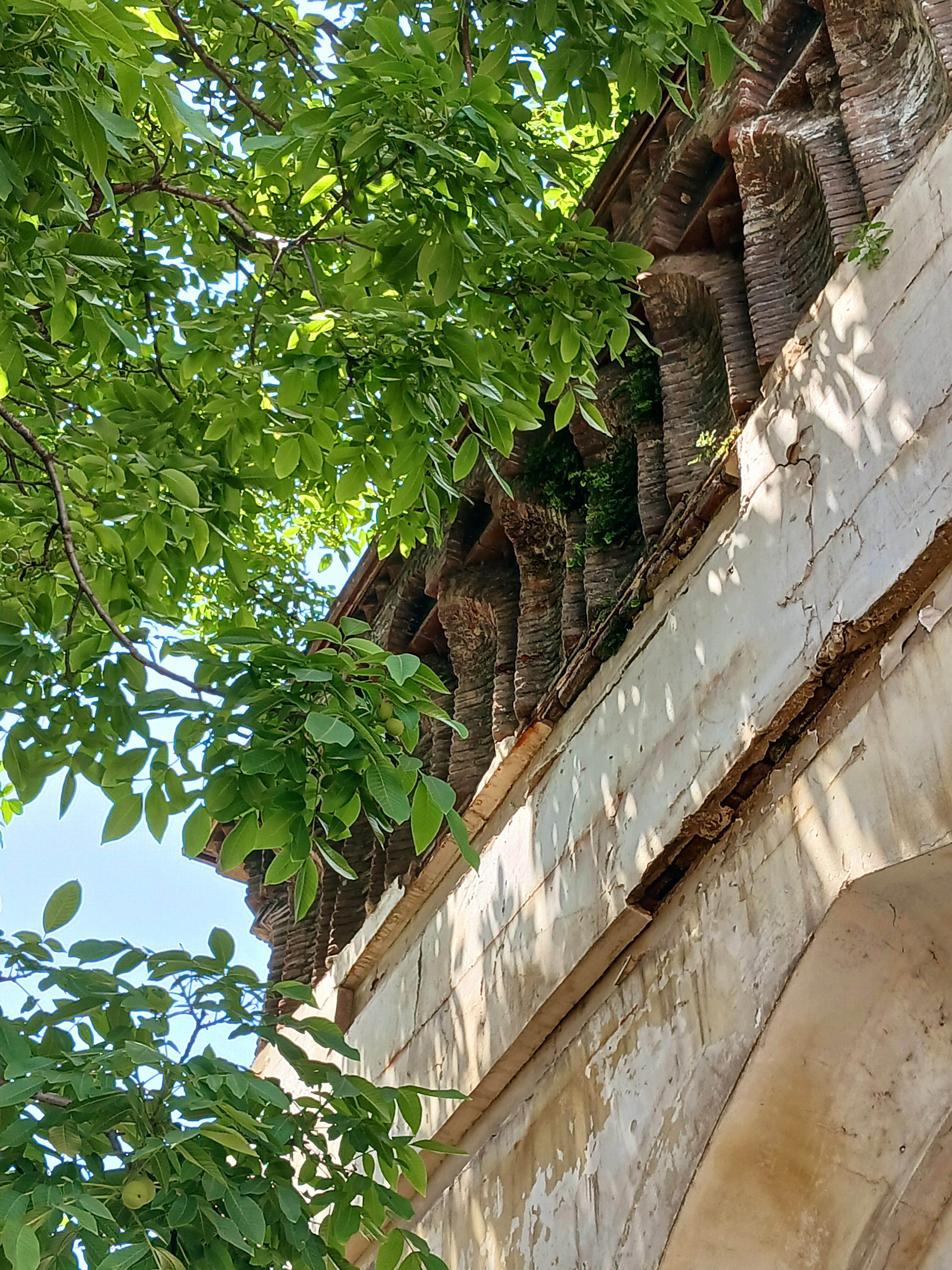
مقرنس های پاکار بنا
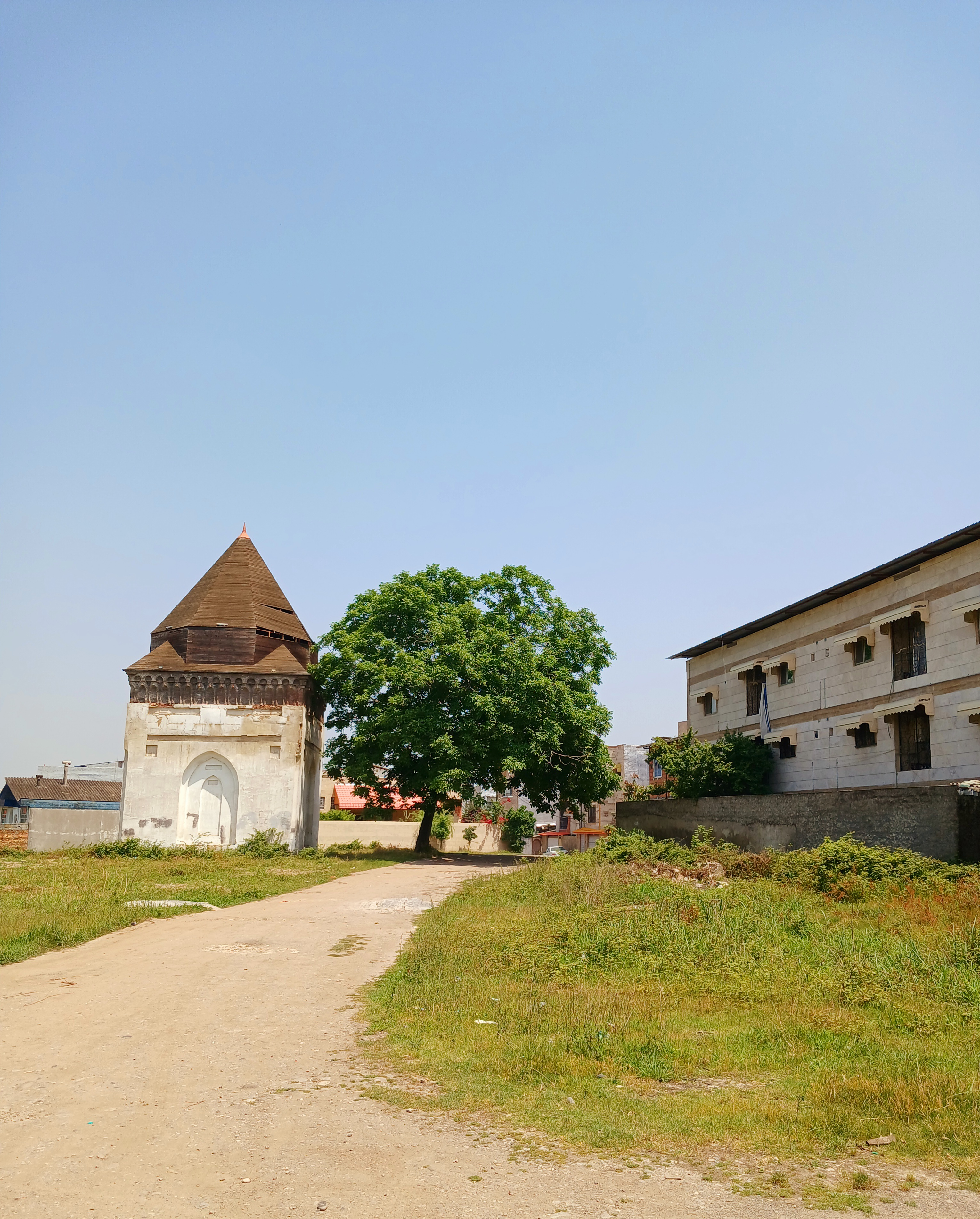